# Dan Andersson
För andra betydelser, se Dan Andersson (olika betydelser).
Daniel "Dan" Andersson, född 6 april 1888 i Skattlösberg i Grangärde församling, död 16 september 1920 i Stockholm, var en svensk författare och poet. Andersson tonsatte själv några av sina dikter, bland annat "Till min syster", "Jungman Jansson" och "Per Ols Per Erik". Han gifte sig den 19 juni 1918 med småskollärarinnan Olga Turesson, syster till trubaduren Gunnar Turesson. 
Dan Andersson räknas till proletärförfattarna, men hans diktning är inte begränsad till denna genre. Ibland skrev han under pseudonymen Black Jim. I synnerhet i tidningen Ny Tid, Göteborg, 1917–1918 kallade han sig så. Han översatte bland andra Rudyard Kipling och använde sig sedan ofta i sin diktning av dennes balladrytmer.

## Biografi

### Uppväxt

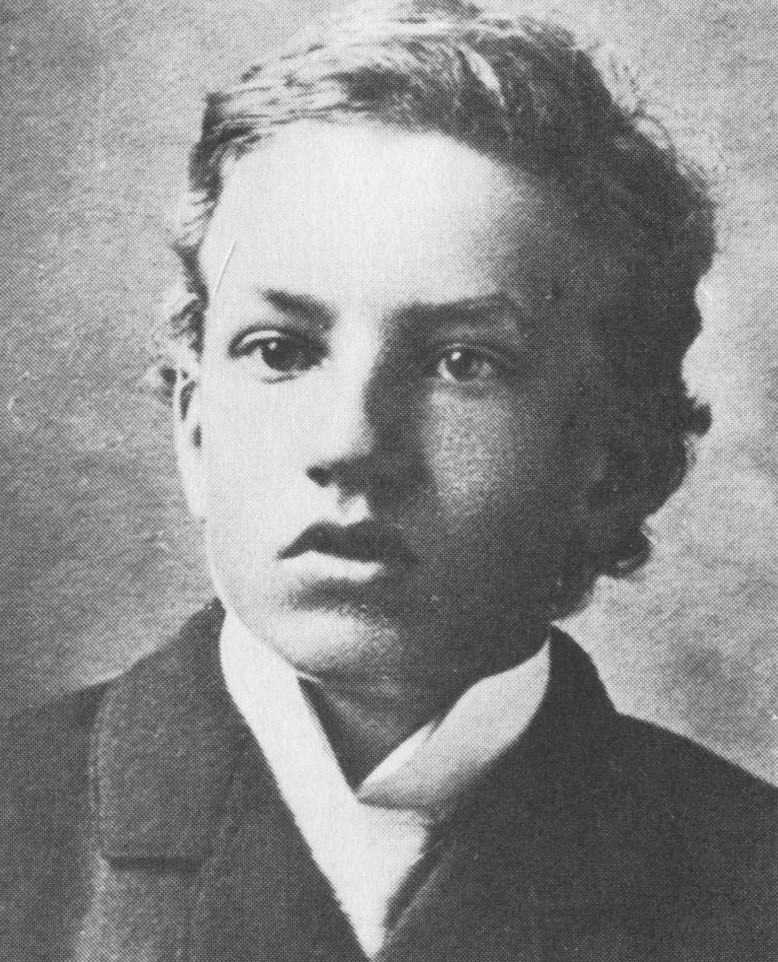
Dan Andersson 14 år.

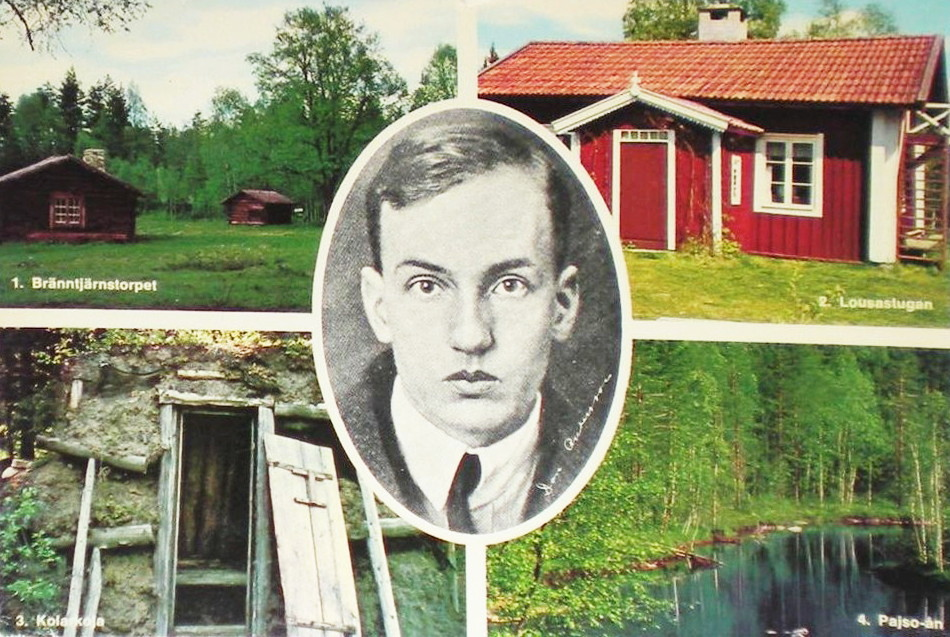
Vykort med Dan Andersson‐motiv:
1. Bränntjärnstorpet, 2. Luossastugan, 3. kolarkoja och 4. Pajsoån. I mitten han själv.

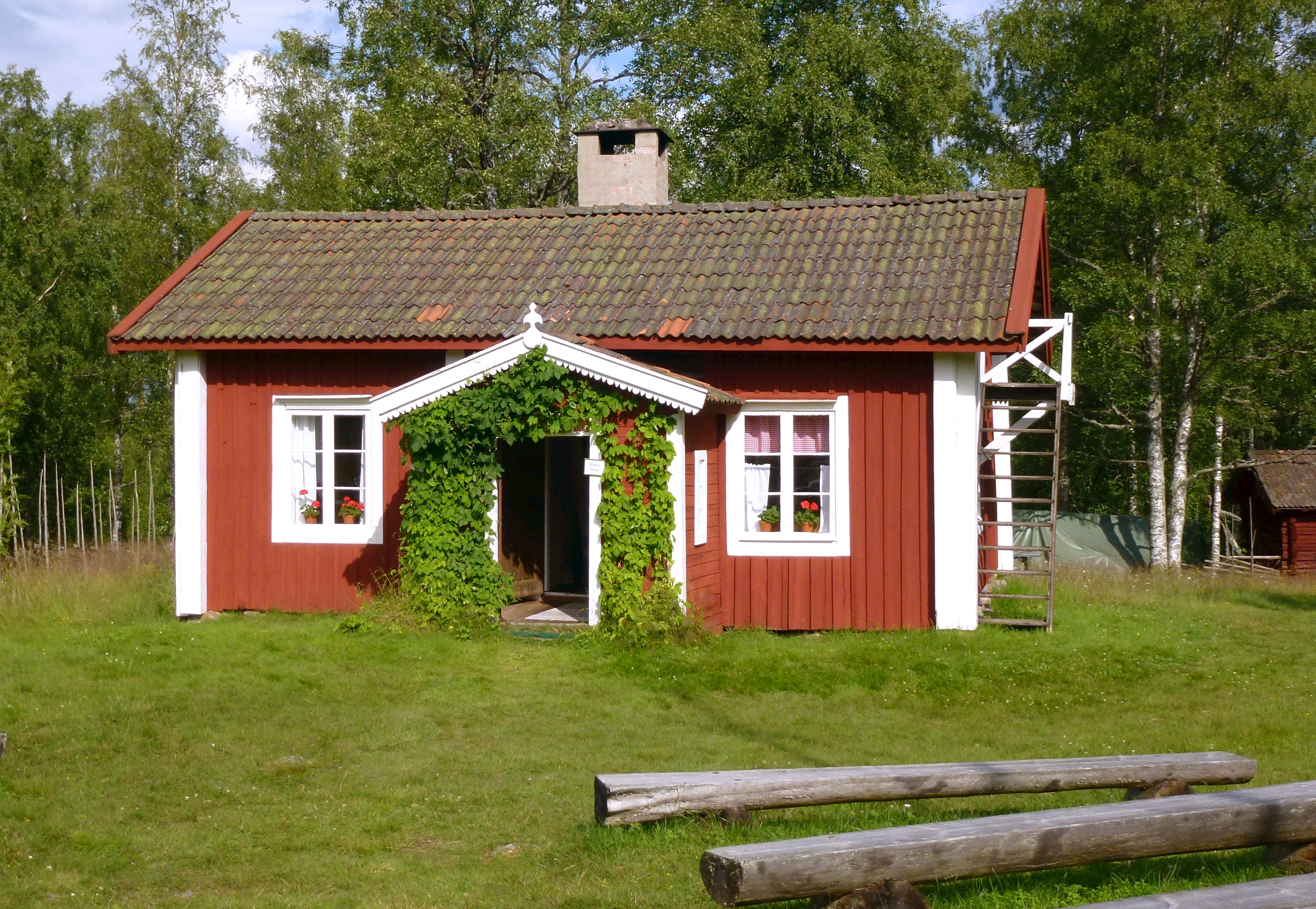
Luossastugan sommaren 2012.

Skrivbordet i Luossastugan.

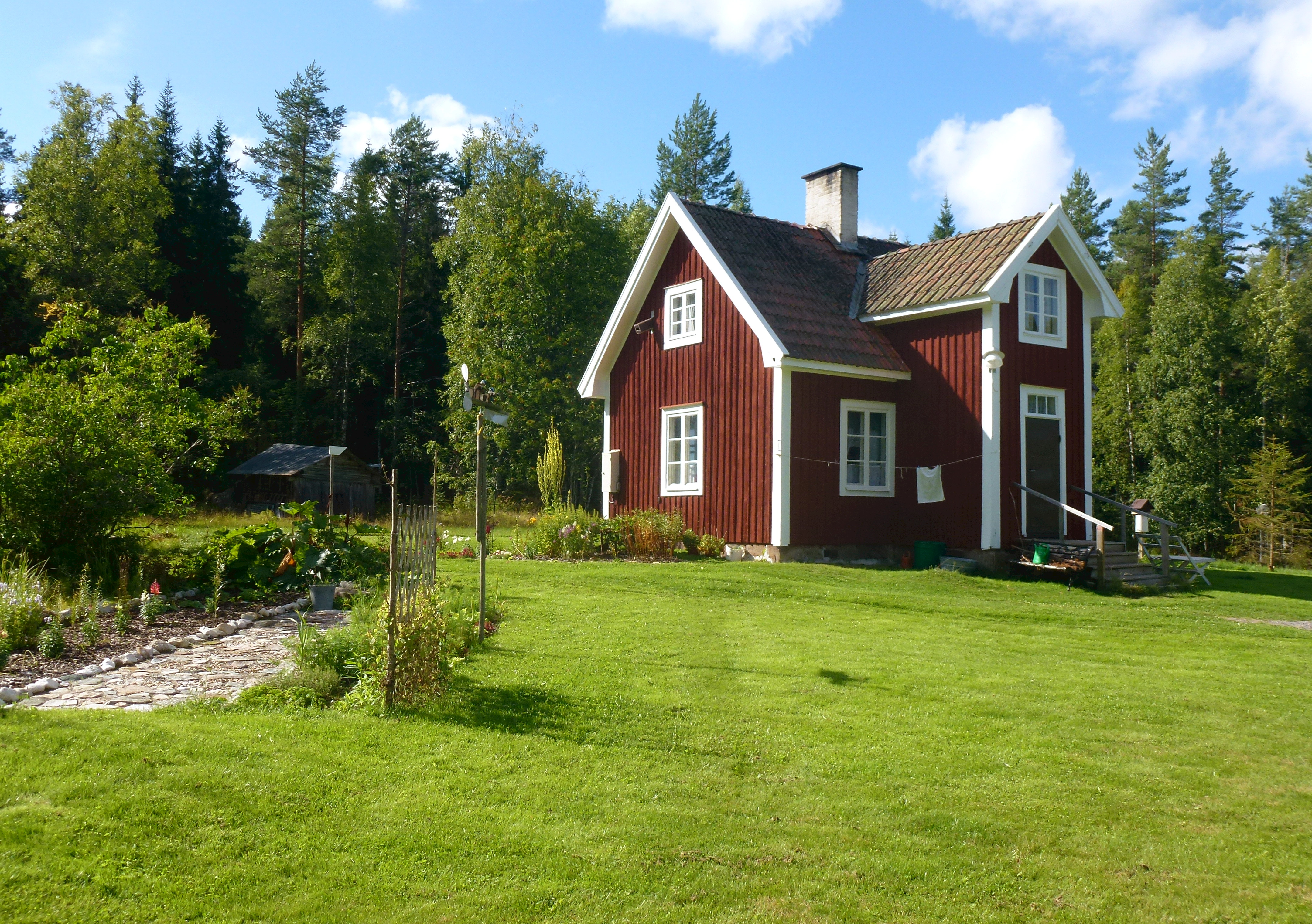
Gården Kestina 2013.

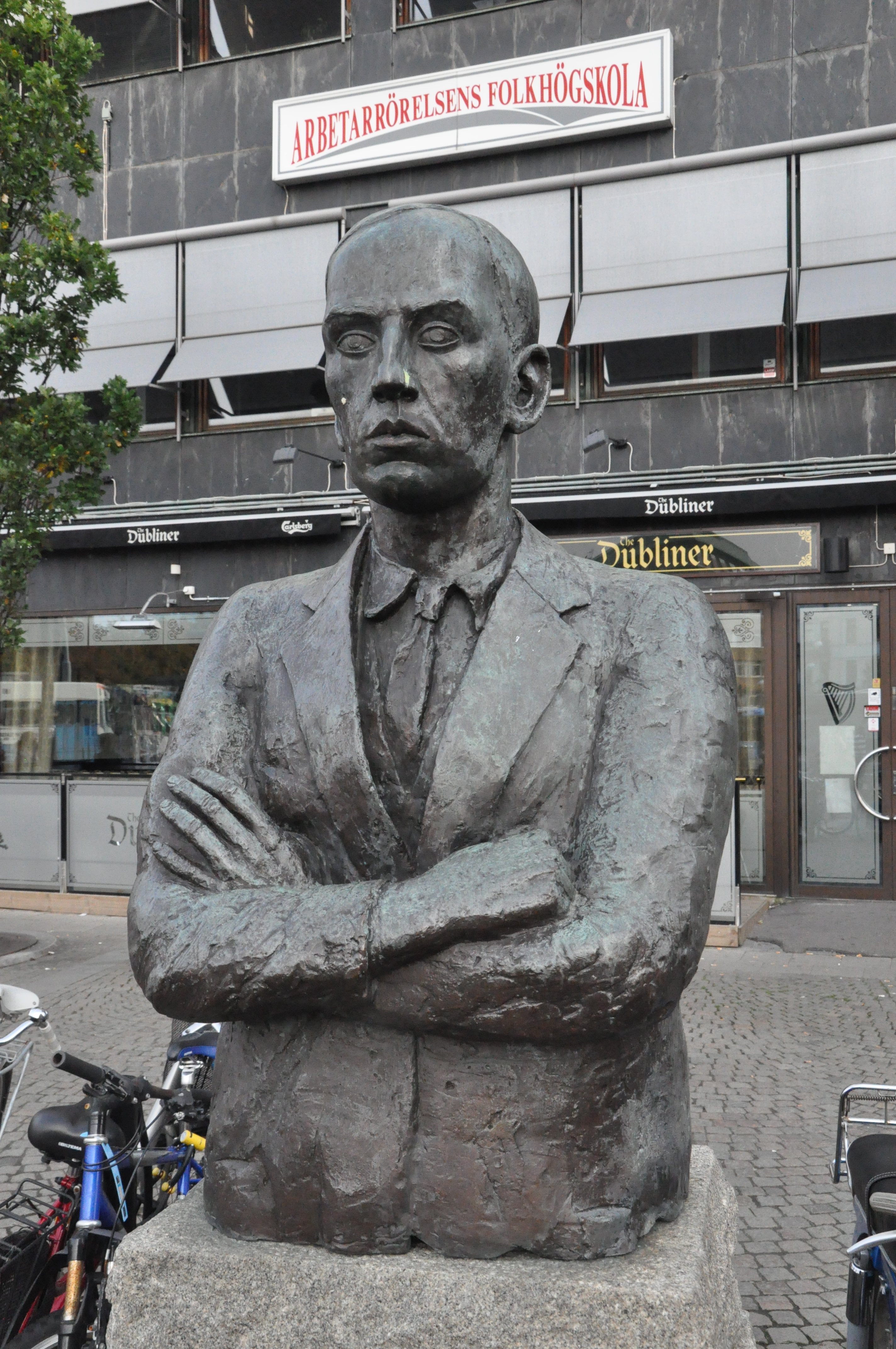
Dan Anderssons byst på Järntorget i Göteborg, invigd 18 november 1990, utförd av Britt-Marie Jern.

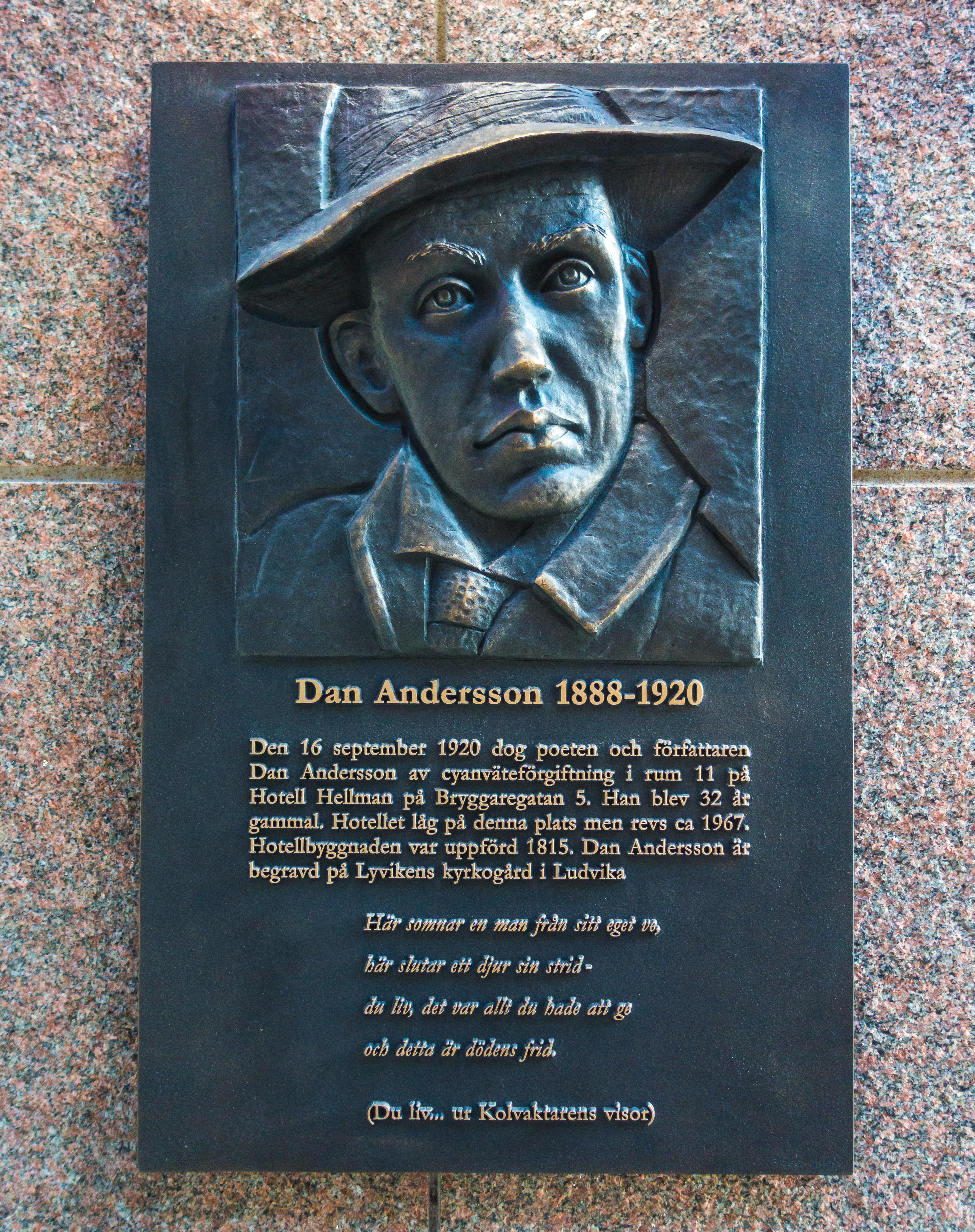
Minnesplakett med Dan Anderssons porträtt på Bryggargatan, Stockholm.

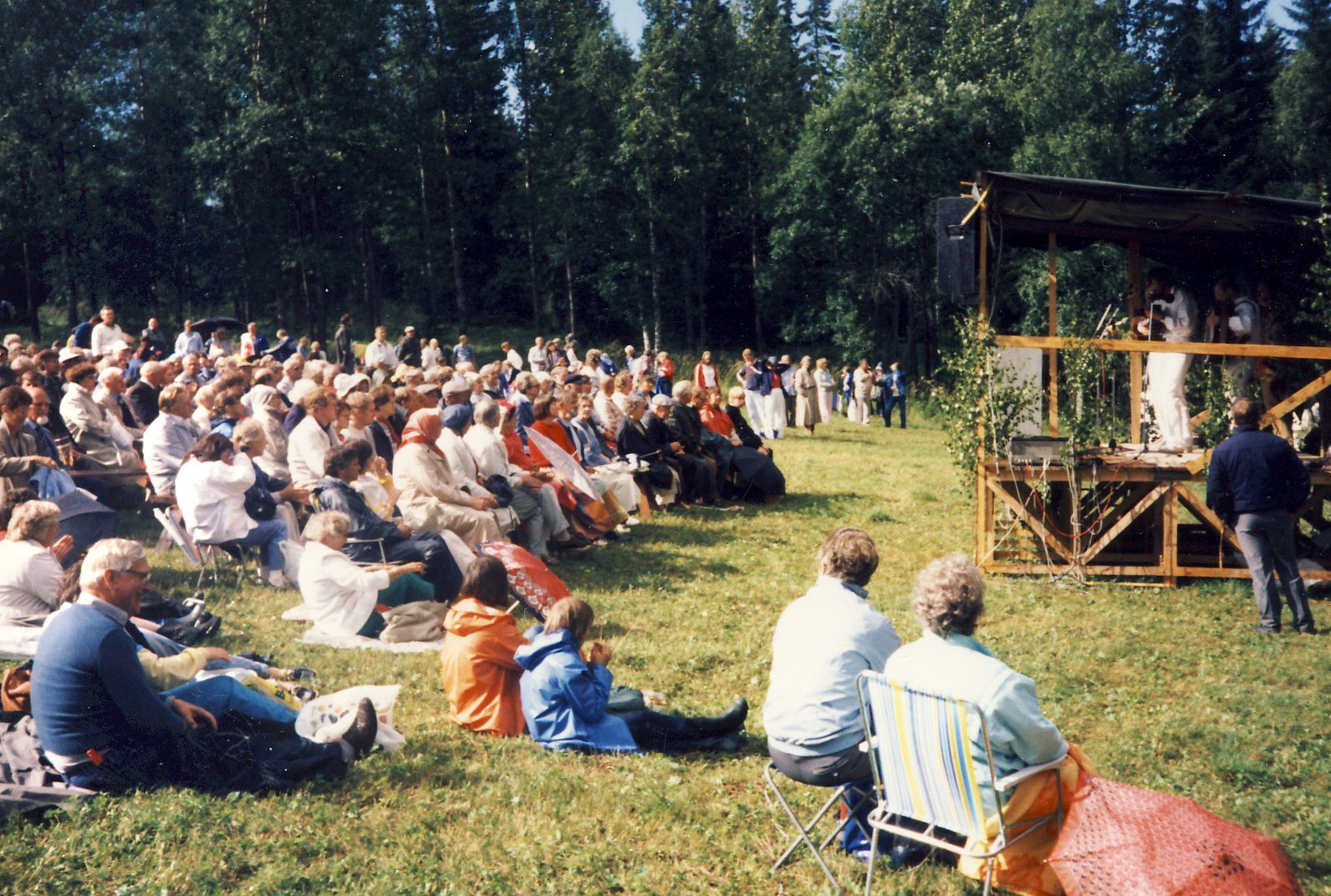
Uppträdande vid Luossastugan i samband med Dan Andersson-veckan 4 augusti 1985.

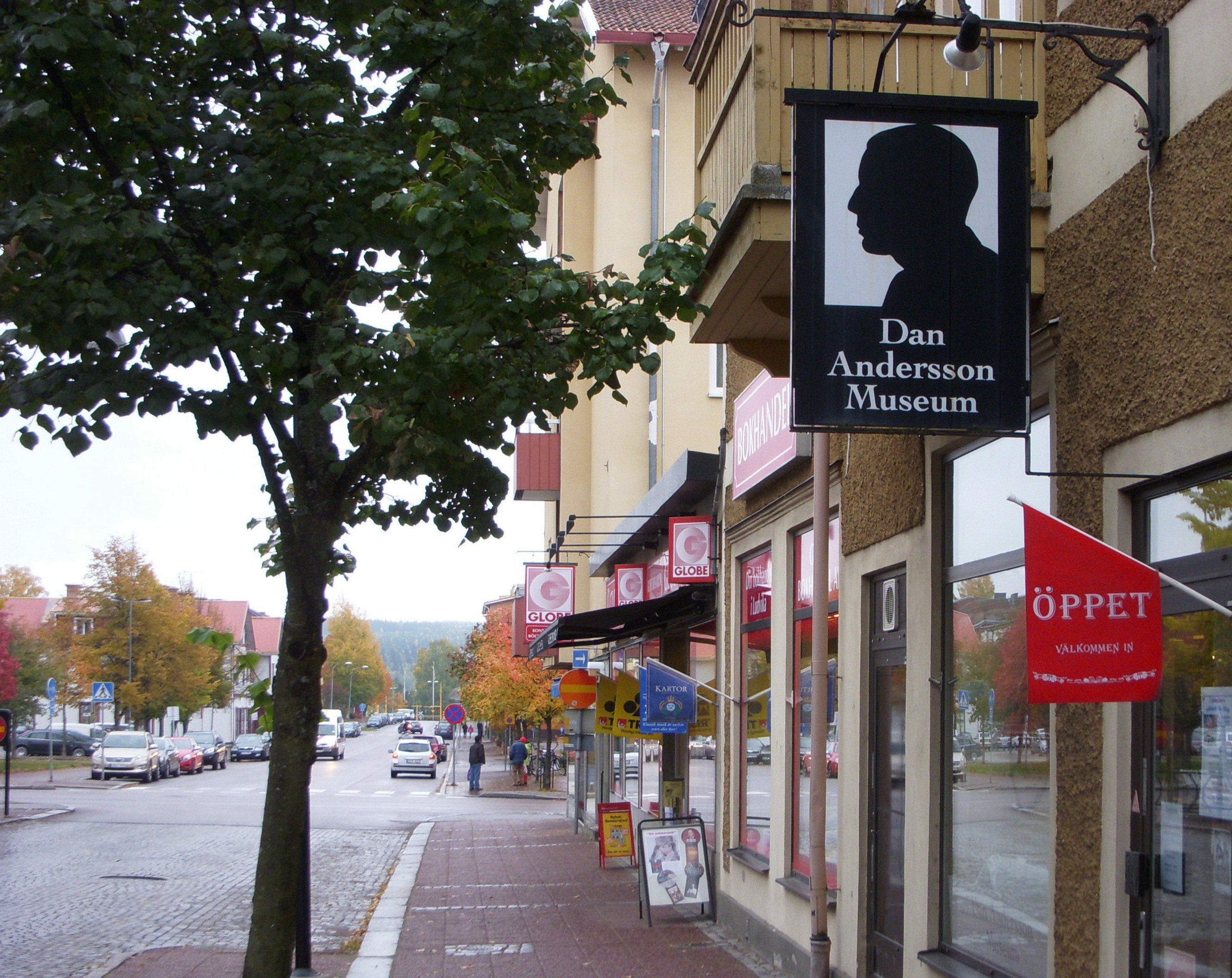
Dan Andersson-museet i Ludvika.

Dan Andersson föddes 1888 i skolhuset i Skattlösberg och döptes måndagen den 16 april i samband med examen i skolhuset. Han hade tre bröder, Gustaf och Anders, som var tre respektive fem år äldre, samt Simon som var två år yngre. En syster Anna föddes 1892, men dog ett halvt år senare. Nästa syster som föddes 1899 fick också namnet Anna och var den som tillägnades dikten "Till min syster" vid sin 18-årsdag.
Andersson växte upp under knappa förhållanden i byn Skattlösberg där fadern, folkskolläraren Adolf Andersson (1854−1931), och hans fru Augusta Scherp (1862-1939), tidigare lärarinna, arbetade i skolhuset. Byn ligger i de så kallade finnmarkerna i södra Dalarna, dit svedjefinnar flyttade för att bryta bygd. Dan Andersson hade på faderns sida anor från dessa finska nybyggare, så även på moderns. 
År 1893, som femåring, lärde han sig att läsa. 1896, vid åtta års ålder, slog han på beting vid en gård i Lövberget, fick en fiol, lärde sig spela själv och lärde sig också engelska. 1901 blev han blåbandist och medlem i logen Skogsblomman, och senare i godtemplarlogen i byn Flen i Floda socken. 1902, vid 14 års ålder, tog Andersson på egen hand tåget till Göteborg, båten till Grimsby, tåget till Liverpool, båten till New York och slutligen tåget till Minnesota, till faster Sara och Carl Petter Anderssons farm i Forest Lake norr om Minneapolis, där han bodde och arbetade i deras jordbruk. I början av sommaren åkte han till Sandy Lake, 15 km norr om Tamarack i Aitkin County i norra Minnesota, där farbrodern Simon Andersson bodde. Tanken var att undersöka om hela familjen skulle följa efter, men han skrev i ett brev hem till Sverige att det inte var mycket bättre förutsättningar för familjen i USA än hemma, varpå fadern skrev tillbaka att han skulle åka hem. Han återvände till Sverige och var tillbaka i Skattlösberg den 16 december. 
Anderssons första publikation, då han bara var 14 år gammal, blev ”Brefkort från Grangärde finnmark”, som trycktes den 24 januari 1903 i Bärgslagsposten. Dåvarande chefredaktören, J Fr Nelson, menade kort och koncist: "Tack och välkommen åter". Det skulle bli många ”brefkort” i vilka Andersson beskrev finnmarkens befolkning och storslagna natur.

### Luossastugan
Familjen Andersson flyttade från Skattlösberg 1905. Åren 1911–1915 bodde Dan Andersson med föräldrar och syskon åter i Skattlösberg, i Luossastugan. Dan Andersson skrev en hel del berättelser och dikter under denna tid. Med säkerhet har stora delar av Kolarhistorier och Kolvaktarens visor kommit till här.

### Stugan i Gräsberg
Efter Luossastugan flyttade familjen till byn Gräsberg strax norr om Ludvika. Stugan i Gräsberg var under en kortare tid även hemvist för Dan Andersson, som bodde här mellan 1915 och 1918. Sommaren 1915 hjälpte han sin far att resa stugan. Till sig själv gjorde han i ordning en kammare på vinden, där han skrev, mest nattetid. Här skapade han flera av novellerna, som ingick i Det kallas vidskepelse och vissa av dikterna i Svarta Ballader. År 1918 återvände han till Gräsberg för att den 19 juni 1918 gifta sig med sin fästmö, Olga Turesson.

### Gården "Kestina"
Kestina är en gård i Grangärde finnmark i Ludvika kommun i södra Dalarna. Platsen är uppkallad efter Dan Anderssons faster ”Stina” Christina Andersdotter. Flera av Anderssons noveller och dikter har stark anknytning till gården, bland dem ”Sista natten i Paindalen” (1915), ” Vaggsången vid Kestina” (1917) och ”En trogen tjänarinna” (postumt 1930). År 1911 var han själv med på slåttern i Kestina, just som Karl-Ludvig Jansson avled. Byggnaden, dess omgivning och inte minst den siste boende, Ragnar Fredriksson, spelade en viktig roll i Nina Hedenius uppmärksammade dokumentärfilm ”Gubben i stugan” från 1996.

### Brunnsviks folkhögskola – Dan Anderssons bildning
Under åren 1914–1915 läste Dan Andersson vid Brunnsviks folkhögskola, tillsammans med bland andra Harry Blomberg och Ragnar Jändel. Han var även god vän med Karl Lärka. Från denna tid blev han verksam som författare, skrev dikter och visor om bland annat sin hembygd, som nästan ett sekel senare ännu läses och sjunges i svenska stugor. Till hans främsta tolkare hör Gunde Johansson och Thorstein Bergman, men han tonsatte själv även några av sina dikter – de kanske mest kända är Till min syster och Jungman Jansson.
Tonsättaren och professorn Gustaf Nordqvist tonsatte två av Dan Anderssons dikter. Den ena av dem är "Men jag hörde en sång" i en sättning för solist och kör. Inspelad på skiva med bl.a. Kyrkosångaren Einar Ekberg och KFUM-kören i Stockholm. Även Nordqvist tonsättning av "Det är något bortom bergen" finns insjungen på skiva av bland annat Einar Ekberg och Göran Stenlund. Dan Andersson behärskade dragspel och fiol. Han var medarbetare i Ny Tid i Göteborg 1917–1918 och dessutom översättare till svenska av texter skrivna av Rudyard Kipling och Charles Baudelaire. 

### Död
Dan Andersson omkom i rum 11 på Hotell Hellman, beläget vid dåvarande Bryggargatan 5 i kvarteret Blåmannen i Stockholm, den 16 september 1920, där han befann sig för att söka arbete på tidningen Social-Demokraten. Firman Desinfektionsanstalten Cyan hade rökt med vätecyanid mot vägglöss. Firman åtalades senare för försumlighet och bristande instruktioner till personalen, men ägaren Robert Hedlund friades. Klockan 15 på eftermiddagen hittades Andersson död. Vid samma tillfälle omkom även försäkringsinspektören Elliot Eriksson från Bollnäs. 
Vid Anderssons död var hans hustru Olga Andersson (1889−1948) gravid i tredje månaden och födde i mars 1921 dottern Monica Andersson (1921−2009), gift Sedell.
Olga och dottern Monica bytte någon gång under åren 1931–1939 efternamn till Dan-Andersson.

På 100-årsdagen av Dan Anderssons död invigdes en minnesplakett på den plats Hotell Hellman låg.
Dan Andersson är begravd på Lyvikens kyrkogård i Ludvika.

## Intryck av Dan Andersson
| ”                       | Dan var klädd i en mörk randig sportkostym med knäbyxor och på huvudet den grå hatten, som man ser på flera av hans foton från denna tid. Han var lång och mager och hade blåa, djupa allvarliga ögon, som man aldrig glömmer. Han hade en vacker profil. Munnen var mycket uttrycksfull. Han rörde sig värdigt och hade en viss benägenhet att kasta huvudet något bakåt. Som det anstår en skogsman rörde han sig smidigt... Dan hade en frisk humor och senare under sommaren skulle jag förstå att han ägde en mera djupgående och utpräglad religiös läggning. Han bar alltid den indiska religionsurkunden Bhagavadgita i fickan. Då och då tog han fram den och antecknade i den. Förutom fiol spelade Dan även luta... Hon (Olga, Dans hustru och Gunnar T:s syster) ville att han skulle sjunga sina egna visor och ballader och det gjorde han också ofta. Han hade en behaglig sångröst, en baryton... Sjöng i total enkelhet aldrig starkt, och utan åtbörder. | „ |
| – Gunnar Turesson, 1976 | |   |

## Dan Andersson i modern tid
Dan Anderssons poesi åtnjuter bred folklig popularitet genom sin naturmystik och gudssökan. Sandrews gjorde en film om Dan Andersson En drömmares vandring (1957) med Jarl Kulle i huvudrollen som Dan Andersson. Visor och dikter från filmens ljudspår gavs ut på två LP-skivor på 60-talet. Sofia Karlsson spelade 2005 in en uppmärksammad nytolkning av Anderssons visor, men dikterna har tolkats av en mängd artister genom åren, exempelvis Hootenanny Singers, Gunde Johansson, Thorstein Bergman, Björn Jadling, Staffan Hellstrand, Billey Shamrock, Rolf Wikström, Pär Sörman, Personkrets 3:1, Love Explosion, Gunnar Turesson, Joakim Thåström, Einar Ekberg, Göran Stenlund, samt Dan Anderssons namne med artistnamnet Dan Viktor. Låten Om Black Jim av Joakim Thåström är en hyllning till Dan Andersson. 
1988 utgav Postverket två frimärken till 100-årsminnet av Anderssons födelse.
Första veckan i augusti hålls i Ludvika en Dan Andersson-vecka med program och aktiviteter i hela kommunen. Veckan avslutas med Luossa-fest i Skattlösberg. I Ludvika finns ett Dan Andersson-museum. Dan Andersson har fått en byst rest över sig på Järntorget i Göteborg, liksom i kyrkparken i Ludvika.

### Samlingsutgåvor
- Samlade skrifter (Tiden, 1930)
  1. Kolarhistorier: kolarhistorier, berättelserna i Kolvaktarens visor och i Det kallas vidskepelse
  2. Visor och ballader: Kolvaktarens visor, dikterna i Det kallas vidskepelse, Svarta ballader, efterlämnade dikter, Baudelaireöversättningar
  3. Romaner: De tre hemlösa, David Ramms arv
  4.  Posthuma noveller: korta historier, efterlämnade noveller, Chi-Mo-Ka-Ma, litteraturkritik. Stockholm: Tiden. 1922. Libris 18681299
  5. Efterskörd av vers och prosa

- Samlade skrifter (Tiden, 1956). Som 1930 plus:

6. Tryckt och otryckt
- Samlade skrifter (red. av Gösta Ågren, Tiden, 1978)
  1. Diktsamlingar
  2. Enskilda dikter
  3. Romaner
  4. Romanfragment
  5. Kolarhistorier
  6. Det kallas vidskepelse
  7. Amerikanska berättelser
  8. Sena noveller
  9. Kåserier
  10. Artiklar

- Samlade dikter (Wahlström & Widstrand, 1986). Ny utg. med förord av Gunnar Harding, 2002

## Kända dikter av Dan Andersson
- En spelmans jordafärd
- Helgdagskväll i timmerkojan
- Jag väntar …
- Julvisa i Finnmarken
- Jungman Jansson
- Nu mörknar min väg och mitt dagsverk är gjort
- Omkring tiggarn från Luossa
- Per Ols Per Erik
- Till kärleken
- Till min far
- Till min längtan
- Till min syster
- Vandraren
- Gunnar Vägman